# Scopula brunneomarginata
Scopula brunneomarginata är en fjärilsart som beskrevs av Karl Schawerda 1916. Scopula brunneomarginata ingår i släktet Scopula och familjen mätare. Inga underarter finns listade.